# Upper Logging Lake Snowshoe Cabin
L'Upper Logging Lake Snowshoe Cabin est une cabane en rondins dans le comté de Flathead, dans le Montana, aux États-Unis. Protégée au sein du parc national de Glacier, elle a été construite dans un style rustique sur les bords du lac Logging en 1925. Elle est inscrite au Registre national des lieux historiques depuis le 14 février 1986.